# Benjamín Enzema
Benjamín Manuel Enzema Owono (* 25. März 1989 in Evinayong, Centro Sur, Mbini) ist ein äquatorialguineischer Leichtathlet. Er ist auf die Strecken über 800 Meter und 1500 Meter spezialisiert. Für sein Land nahm er 2009 und 2013 an den Leichtathletik-Weltmeisterschaften sowie 2012 an den Olympischen Sommerspielen in London teil. Auch 2017 nahm er an den Weltmeisterschaften in London teil und schied dort in der Vorrunde aus.
Während der Eröffnungsfeier der Olympischen Sommerspiele 2020 war er, gemeinsam mit seiner Leichtathletik-Kollegin Alba Mbo Nchama, der Fahnenträger seiner Nation.

## Rekorde
Bei den Leichtathletik-Weltmeisterschaften 2009 in Berlin konnte Benjamín Enzema seine persönliche Bestleistung über 1500 Meter auf 4:13,17 Minuten verbessern. Den nationalen Rekord von Äquatorialguinea über 800 Meter verbesserte er bei den Leichtathletik-Hallenweltmeisterschaften 2012 in Istanbul auf 1:58,19 Minuten und bei den Leichtathletik-Afrikameisterschaften 2012 in Porto-Novo auf 1:56,23 Minuten.